# Wystiter Hügelland
Das Wystiter Hügelland (russisch Виштынецкая возвышенность Wischtynezkaja woswyschennost; litauisch Sūduvos aukštuma) ist ein durch eiszeitliche Moränen entstandener Höhenzug in der Rominter Heide, westlich des Wystiter Sees im polnisch-russisch-litauischen Grenzgebiet. Es erreicht Höhen von bis zu 230 Metern. Es stellt damit die höchste Erhebung der Oblast Kaliningrad dar.
Koordinaten: 54° 24′ N, 22° 40′ O